# Ewaryst Wąsowski

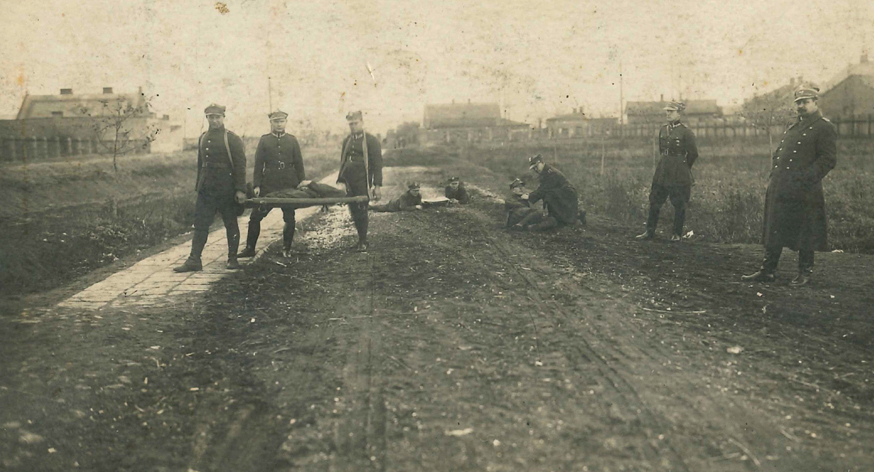
Ćwiczenia plutonu sanitarnego 14 pp. Od prawej stoją ppłk Ewaryst Wąsowski i por. Zygmunt Pukianiec

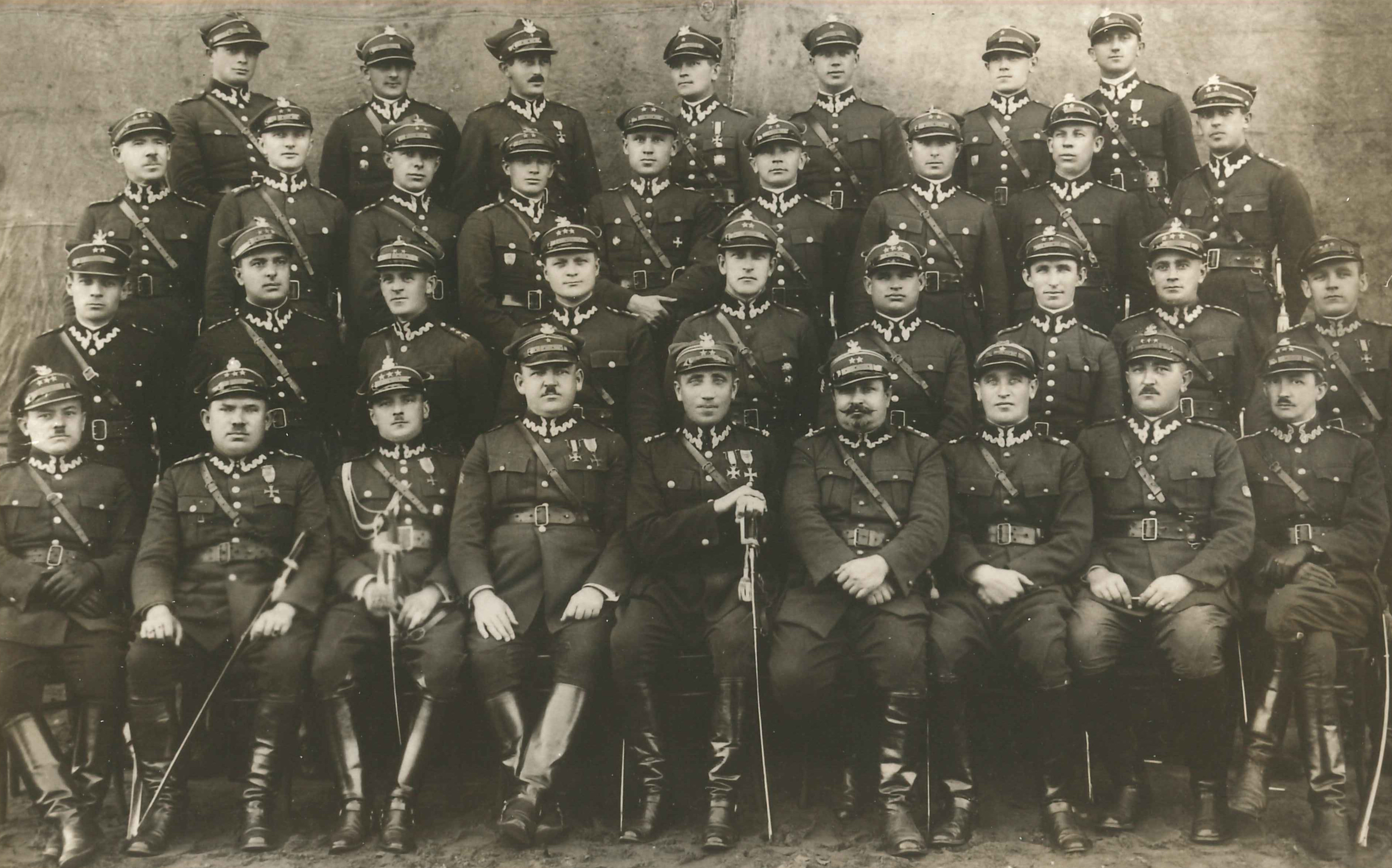
Kadra oficerska 14 pułku piechoty w II połowie 1928 – ppłk lek. Ewaryst Wąsowski siedzi czwarty od prawej

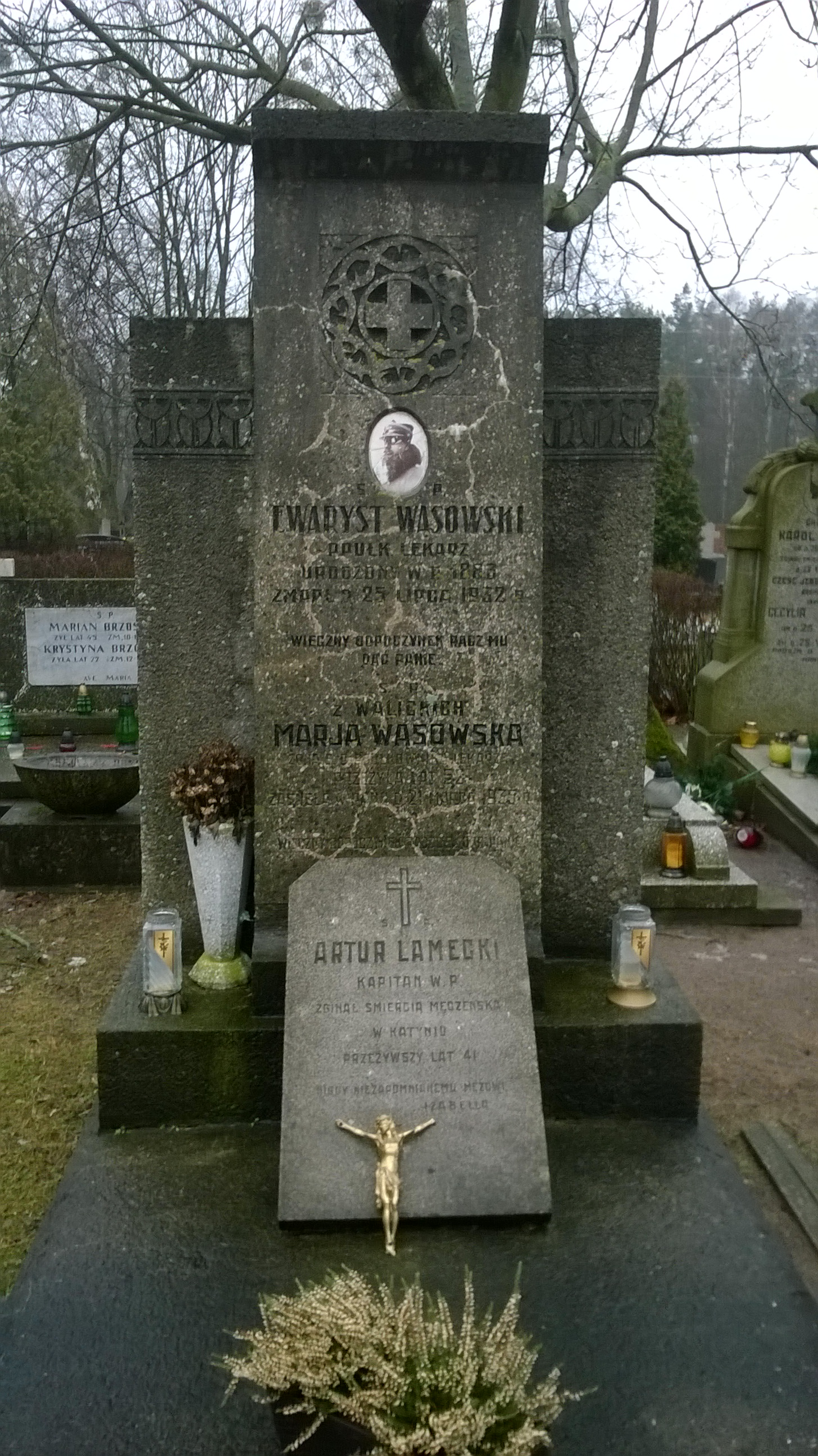
Pomnik ppłk. lek. Ewarysta Wąsowskiego z symboliczną płytą nagrobną kpt. Artura Lameckiego

Ewaryst Wąsowski (ur. 26 października 1882 w miejscowości Żaliwańszczyzna, powiat winnicki guberni podolskiej, zm. 25 lipca 1932 we Włocławku) – doktor medycyny, podpułkownik lekarz Wojska Polskiego II Rzeczypospolitej, naczelny lekarz garnizonu Włocławek.

## Lata 1882-1920
Syn Ewarysta i Teofili z d. Kozłowskiej. Do gimnazjum uczęszczał w Niemirowie (Ukraina), tam też po ukończeniu ośmiu klas zdał egzamin maturalny. Następnie studiował na Wydziale Medycznym Uniwersytetu w Kijowie, kończąc go w 1908 r. W kolejnych latach pracował jako lekarz. Będąc zatrudnionym jako lekarz cukrowni w Ułanówce współpracował z miejscowymi strukturami Polskiej Organizacji Wojskowej, przechowując u siebie emisariuszy tejże organizacji i wysyłając na stronę polską ochotników. W swym domu ukrywał również i leczył polskiego żołnierza zbiegłego z bolszewickiej niewoli, którego po nadejściu wojsk polskich przekazał do szpitala.

## W Wojsku Polskim
W dniu 11 lipca 1920 r. wstąpił ochotniczo do Wojska Polskiego i otrzymał przydział na stanowisko komendanta 107. Szpitala Polowego przy 2 Brygadzie Kawalerii. W kolejnych latach pełnił służbę na stanowiskach naczelnego lekarza garnizonu Włocławek i naczelnego lekarza 14 pułku piechoty. 
Na dzień 1 czerwca 1921 roku, będąc w randze kapitana, posiadał przydział do Kompanii Zapasowej Sanitarnej Nr 2. Służbę pełnił wówczas jako lekarz w PKU przy 14 pułku piechoty. Dekretem Naczelnika Państwa i Wodza Naczelnego z dnia 3 maja 1922 r. (dekret L. 19400/O.V.) został zweryfikowany w stopniu majora ze starszeństwem z dniem 1 czerwca 1919 roku i 24. lokatą w korpusie oficerów sanitarnych – grupie lekarzy. Jego oddziałem macierzystym była wówczas Kompania Zapasowa Sanitarna Nr 8. W roku 1923 piastował stanowisko starszego lekarza w 14 pułku piechoty z Włocławka, będąc przydzielonym do stanu pułku z VIII baonu sanitarnego z Torunia (pozostawał oficerem nadetatowym tegoż batalionu). W randze majora zajmował wówczas 18. lokatę na liście starszeństwa oficerów zawodowych sanitarnych – lekarzy. W 1924 roku zajmował już 6. lokatę wśród majorów (grupa lekarzy) korpusu oficerów zawodowych sanitarnych, pozostając na służbie w 14 pułku piechoty (ewidencyjnie przynależał wówczas wciąż do 8 batalionu sanitarnego).
Zarządzeniem Prezydenta Rzeczypospolitej Polskiej Ignacego Mościckiego z dnia 12 kwietnia 1927 r. został awansowany do rangi podpułkownika, ze starszeństwem z dniem 1 stycznia 1927 roku i 3. lokatą w korpusie oficerów sanitarnych – grupie lekarzy. W roku 1928 podpułkownik doktor Ewaryst Wąsowski przynależał do kadry oficerów służby zdrowia i pełnił służbę w 14 pułku piechoty. Zajmował w tym czasie nadal 3. lokatę w swoim starszeństwie wśród podpułkowników korpusu oficerów sanitarnych – grupie lekarzy.
Z dniem 31 października 1930 roku został przeniesiony w stan spoczynku (w grupie lekarzy korpusu oficerów sanitarnych), co zostało ogłoszone zarządzeniem Prezydenta Rzeczypospolitej opublikowanym w dniu 21 stycznia 1930 r.. Po przejściu w stan spoczynku podlegał pod Powiatową Komendę Uzupełnień we Włocławku. W czerwcu 1935 r. odrzucono wniosek o nadanie mu pośmiertnie Medalu Niepodległości.

## Rodzina
W dniu 10 stycznia 1907 roku zawarł związek małżeński z Marią Joanną Walicką (córką Jana i Marii z Głowackich), z którą miał dwójkę dzieci, w tym córkę Marię Izabelę. Maria Izabela została żoną kapitana Artura Lameckiego, wieloletniego oficera 14 pułku piechoty, w marcu 1939 roku zajmującego stanowisko komendanta powiatowego Przysposobienia Wojskowego w Kostopolu, ofiary zbrodni katyńskiej. Bratem ppłk. Wąsowskiego był Tadeusz Wąsowski (1892 – 1937), lekarz, otolaryngolog, profesor Uniwersytetu Stefana Batorego w Wilnie (w latach 1919 – 1922 służący jako oficer w Wojsku Polskim, na stanowisku lekarza).
Ppłk. st. sp. lek. Ewaryst Wąsowski zmarł w dniu 25 lipca 1932 r. we Włocławku i pochowany został na tamtejszym Cmentarzu Komunalnym. Spoczywa razem z żoną Marią (zmarłą w dniu 21 marca 1935 r.) – sektor 84D, rząd 1, grób 13. 

## Ordery i odznaczenia
- Medal Pamiątkowy za Wojnę 1918–1921 „Polska Swemu Obrońcy”[15]
- Medal Dziesięciolecia Odzyskanej Niepodległości[16]